# NGC 715
NGC 715 je galaksija u zviježđu Kit.

## Vanjske poveznice
- SEDS: NGC 715